# Willem Kölling

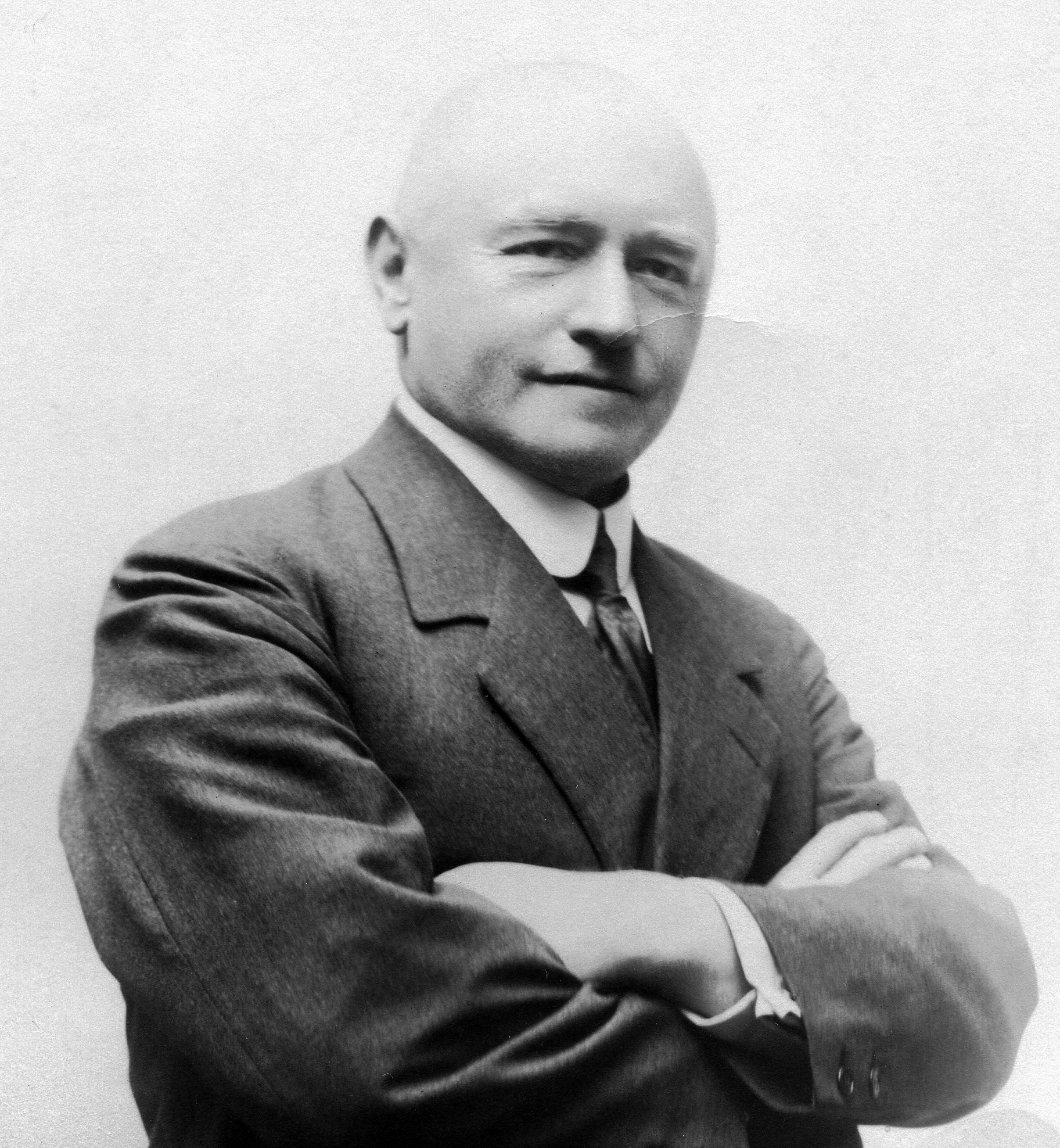
Portret van Willem Kölling

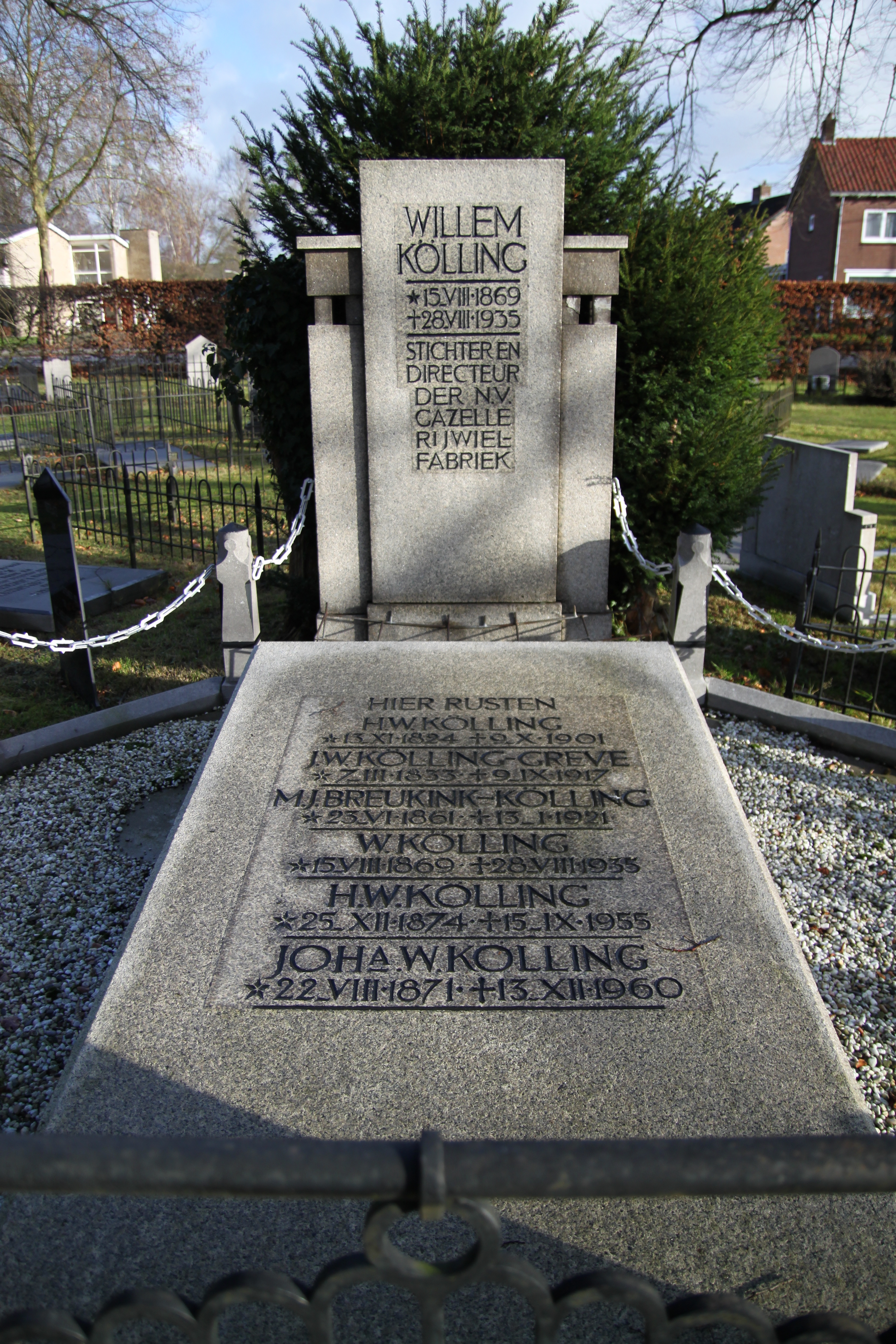
Graf van Willem Kölling in Dieren

Wilhelm (Willem) Kölling (Eibergen, 15 augustus 1869 – Ellekom, 28 augustus 1935) was de stichter en directeur van de Gazelle-fietsenfabriek in Dieren. Hij was de zoon van molenaar Heinrich Wilhelm Kölling (1825 - 1901) die in Duitsland geboren was (Linne Barkhausen, Hannover).
Kölling was eerst postbeambte en daarna beheerder van het postkantoor te Dieren en door zijn belangstelling voor de fiets begon hij in 1892 een rijwielhandel om Engelse fietsen te verkopen. Samen met Rudolf Gustaaf Arentsen (6 februari 1867 - 12 december 1951) richtte hij de firma Arentsen & Kölling op.
In 1900 wordt de merknaam Gazelle voor het eerst gebruikt. Pas in 1907 is deze merknaam officieel geregistreerd. Als zij in 1902 een bedrijfsterrein in Dieren kopen kunnen de zaken al snel worden uitgebreid. In 1905 trok Arentsen zich terug en werd zijn plaats ingenomen door Hendrik Willem Kölling (1874-1955) een broer van Willem. In 1912 wordt hun neef Jan Breukink ook opgenomen in de directie. 
In 1915 wordt het bedrijf omgedoopt tot N.V. Gazelle Rijwielfabriek v/h Arentsen & Kölling.
In 1925 wordt Willem benoemd tot ridder in de Orde van Oranje-Nassau en in 1927 ontvangt hij de gouden erepenning van de gemeente Rheden. Op 13 april 1932 wordt de door Willem Kölling gestichte en geschonken kleuterschool feestelijk geopend. De school is naar hem vernoemd.
Zijn graf op de algemene begraafplaats aan de Zilverakkerweg in Dieren is onder nummer 519409 toegevoegd aan de lijst van rijksmonumenten in Dieren.